# Capasso (famiglia)
La famiglia Capasso fu una famiglia storica napoletana e romana, presente a Napoli dal secolo IX (anno 875) ma con genealogia certificata dagli inizi del XIII secolo.
Ritenuta di ceppo capetingio, ovvero derivata da quello normanno originario dei Sanseverino, fu ascritta al Patriziato Napolitano tra le fondatrici del Seggio di Portanova e compresa nel Libro d'Oro del 1807, ultimo pubblicato alla chiusura dei Sedili nel 1800.

## Storia
Plurifeudataria nel Napoletano, esiliatasi in Francia - nella linea principale e superstite - con l'ultimo Aragonese, ebbe marchesato nel 1497 e ducato di Ariano nel 1501, non trascritti in Regno. 
Dopo un onorato servizio all'Impero, con comandanti generali nei maggiori teatri di guerra, prese dimora nella pontificia Benevento verso la metà del Cinquecento e venne ascritta al Patriziato di quella città il 12 ottobre 1578.
Ottenne inoltre, con amplissima giurisdizione, la contea delle Pàstene, creata il 18 aprile 1633 da Urbano VIII e confermata il 28 luglio 1668 da Clemente IX.

## Possedimenti
I Capasso possedettero:
- Un'antica casaforte nella zona di Forcella e palazzo alla Porta San Gennaro in Napoli
- Più palazzi a Benevento e alle Pàstene, anche per corte e amministrazione feudali, nonché residenze di soggiorno e rustiche in zone circostanti e centri limitrofi
- Un palazzo a Roma sul Corso verso Piazza del Popolo, tra i fabbricati restaurati dal Valadier, per poter prestare servizio alla Corte Pontificia
- Numerose ed estese proprietà rustiche anche in varie località del Regno di Napoli
- Molte sepolture in chiese famose – a Napoli, tra le altre, Santa Chiara – con diversificati privilegi ecclesiastici e patrocinio di chiese e cappelle
- Arredamenti e collezioni, dispersi in buona parte soprattutto durante le ripetute invasioni francesi del periodo napoleonico, tra le quali tele e disegni di Peter Paul Rubens, al presente in un museo francese.